# Gryllus subpubescens
Gryllus subpubescens är en insektsart som först beskrevs av Lucien Chopard 1934.  Gryllus subpubescens ingår i släktet Gryllus och familjen syrsor. Inga underarter finns listade i Catalogue of Life.